# Injun 3
Injun 3 – amerykański wojskowy satelita technologiczny. Część tajnego ładunku POPPY 1. Zaprojektowany i nadzorowany przez Naval Research Laboratory. Odtajniony w 2005. Następca statków Injun 1 i Injun 2.
Injun 3 był stabilizowany polem magnetycznym Ziemi. Jego zadaniami były badania geofizyczne, zwłaszcza zórz polarnych.
Statek używał do łączności dwóch osobnych kanałów: telemetrii - mode 1 (PCM/FSK/PM); danych - mode 5 (PCM/FSK/AM). Zasilanie pochodziło ze wspólnego ogniwa słonecznego. 
W marcu 1963 zaczęły pojawiać się trudności z kierowaniem statkiem. Injun 3 przestał działać w październiku 1963, w wyniku usterki akumulatora.

## Ładunek
źródło
- Liczniki Geigera-Müllera
- Scyntylator
- Spektrometr elektronów uwięzionych w polu magnetycznym 1
- Scyntylator DC
- Powielacz elektronów
- Spektrometr protonów
- Fotometry do badania zórz
- Eksperyment badania fal elektromagnetycznych bardzo niskiej częstotliwości
- Odbiornik VLF (Wind Band, 0-10kHz)
- Pomiar gęstości atmosfery za pomocą satelity
- Spektrometr elektronów uwięzionych w polu magnetycznym 2